# Platinum 9 Disc
Albums de Morning Musume
Cover You
(26 nov. 2008) 10 My Me
(17 mars 2010)
Compilations par Morning Musume
Zen Single Coupling Collection
(7 octobre 2009)
Singles
1. Kanashimi Twilight
Sortie : 25 avril 2007
2. Onna ni Sachi Are
Sortie : 25 juillet 2007
3. Mikan
Sortie : 21 novembre 2007
4. Resonant Blue
Sortie : 16 avril 2008
5. Naichau Kamo
Sortie : 24 septembre 2008

Platinum 9 Disc (プラチナ 9 DISC) est le neuvième album de Morning Musume.

## Présentation
L'album sort le 18 mars 2009 au Japon sur le label zetima. Il est écrit, composé et produit par Tsunku. Il atteint la 13e place du classement des ventes de l'Oricon, et reste classé pendant cinq semaines, pour un total de 19 143 exemplaires vendus durant cette période. Il sort également dans une édition limitée au format "CD+DVD", avec une pochette différente et un DVD en supplément contenant neuf versions alternatives du clip de la chanson-titre (une pour chacune des membres) et deux chansons filmées lors d'un concert récent.
L'album contient treize titres, dont cinq sortis précédemment en singles : Kanashimi Twilight, Onna ni Sachi Are et Mikan en 2007, Resonant Blue en 2008, et Naichau Kamo sorti un mois avant l'album (Pepper Keibu sorti en 2008 figure sur l'album de reprises Cover You sorti quatre mois avant Platinum 9 Disc). Cinq des autres chansons de l'album ne sont interprétées que par quelques membres du groupe ou en solo. Les chansons Mikan et Ame no Furanai Hoshi de wa Aisenai Darō? seront reprises en 2011 par Dream Morning Musume sur l'album Dreams 1.
L'album Platinum 9 Disc sort deux ans après le précédent album original du groupe, Sexy 8 Beat ; entre-temps sont sortis la compilation All Singles Complete en 2007 et donc l'album spécial Cover You en 2008. Si l'on excepte ce dernier, Platinum 9 Disc est le premier album régulier du groupe avec les deux membres chinoises de la « 8e génération » arrivées l'année précédente, Jun Jun et Lin Lin, et le premier à sortir après les départs de Hitomi Yoshizawa (désormais avec Ongaku Gatas) et Miki Fujimoto (démissionnaire à la suite d'une liaison) qui ont quitté le groupe à la même période ; ces deux dernières ne sont pas créditées sur l'album bien qu'elles aient participé au titre Kanashimi Twilight sorti en single avant leur départ. C'est donc le premier album du groupe sans aucun membre de ses quatre premières "générations". C'est aussi son dernier album avec Koharu Kusumi, qui quittera le groupe en fin d'année.

## Formation
Membres du groupe créditées sur l'album :
- 5e génération : Ai Takahashi, Risa Niigaki
- 6e génération : Eri Kamei, Sayumi Michishige, Reina Tanaka
- 7e génération : Koharu Kusumi
- 8e génération : Aika Mitsui, Jun Jun, Lin Lin

## Titres
Toutes les chansons sont écrites et composées par Tsunku.
| CD          | CD                                                                            | CD                             | CD         | CD | CD | CD | CD | CD | CD |
| No          | Titre                                                                         | Origine ou interprètes         | Durée      |    |    |    |    |    |    |
| ----------- | ----------------------------------------------------------------------------- | ------------------------------ | ---------- | -- | -- | -- | -- | -- | -- |
| 1.          | Songs (SONGS)                                                                 |                                | 4 min 39 s |    |    |    |    |    |    |
| 2.          | Resonant Blue (リゾナント ブルー)                                             | 36e single                     | 4 min 52 s |    |    |    |    |    |    |
| 3.          | Ame no Furanai Hoshi de wa Aisenai Darō? (雨の降らない星では愛せないだろう?)  |                                | 4 min 17 s |    |    |    |    |    |    |
| 4.          | Take off is now!                                                              | par Takahashi, Niigaki, Tanaka | 4 min 14 s |    |    |    |    |    |    |
| 5.          | Naichau Kamo (泣いちゃうかも ; trad : "Je pourrais pleurer")                  | 38e single                     | 4 min 35 s |    |    |    |    |    |    |
| 6.          | Watashi no Miryoku ni Kizukanai Donkan na Hito (私の魅力に気付かない鈍感な人) | par Aika Mitsui                | 4 min 21 s |    |    |    |    |    |    |
| 7.          | Guruguru Jump (グルグルJUMP ; trad : "Tourne et saute")                       | par Kusumi, Jun Jun, Lin Lin   | 3 min 54 s |    |    |    |    |    |    |
| 8.          | Mikan (みかん ; trad : "Mandarine")                                           | 35e single                     | 4 min 27 s |    |    |    |    |    |    |
| 9.          | Jōnetsu no Kisu wo Hitotsu (情熱のキスを一つ ; trad : "Un Baiser Passionné")  | par Takahashi, Niigaki, Tanaka | 4 min 33 s |    |    |    |    |    |    |
| 10.         | It's You                                                                      | par Sayumi Michishige          | 3 min 44 s |    |    |    |    |    |    |
| 11.         | Onna ni Sachi Are (女に 幸あれ ; trad : "Le meilleur pour les femmes")        | 34e single                     | 4 min 15 s |    |    |    |    |    |    |
| 12.         | Kataomoi no Owari ni (片思いの終わりに)                                       | par Eri Kamei                  | 4 min 51 s |    |    |    |    |    |    |
| 13.         | Kanashimi Twilight (悲しみトワイライト)                                       | 33e single                     | 3 min 45 s |    |    |    |    |    |    |
| 56 min 35 s |                                                                               |                                |            |    |    |    |    |    |    |

| 1.  | Naichau Kamo (featuring Takahashi Ai Ver.) (泣いちゃうかも (featuring 高橋愛 Ver.))                                           |  |
| 2.  | Naichau Kamo (featuring Niigaki Risa Ver.) (泣いちゃうかも (featuring 新垣里沙 Ver.))                                         |  |
| 3.  | Naichau Kamo (featuring Kamei Eri Ver.) (泣いちゃうかも (featuring 亀井絵里 Ver.))                                            |  |
| 4.  | Naichau Kamo (featuring Michishige Sayumi Ver.) (泣いちゃうかも (featuring 道重さゆみ Ver.))                                  |  |
| 5.  | Naichau Kamo (featuring Tanaka Reina Ver.) (泣いちゃうかも (featuring 田中れいな Ver.))                                       |  |
| 6.  | Naichau Kamo (featuring Kusumi Koharu Ver.) (泣いちゃうかも (featuring 久住小春 Ver.))                                        |  |
| 7.  | Naichau Kamo (featuring Mitsui Aika Ver.) (泣いちゃうかも (featuring 光井愛佳 Ver.))                                          |  |
| 8.  | Naichau Kamo (featuring Jun Jun Ver.) (泣いちゃうかも (featuring ジュンジュン Ver.))                                          |  |
| 9.  | Naichau Kamo (featuring Lin Lin Ver.) (泣いちゃうかも (featuring リンリン Ver.))                                              |  |
| 10. | Naichau Kamo (泣いちゃうかも) (du concert "Hello! Project 2009 Winter Wonderful Hearts Kouen ~Kakumei Gannen~")               |  |
| 11. | Renai Revolution 21 (恋愛レボリューション21) (du concert "Hello! Project 2009 Winter Wonderful Hearts Kôen ~Kakumei Gannen~") |  |